# 珠节景天
珠节景天（学名：Sedum tsiangii var. torquatum）为景天科景天属下的一个变种。

## 扩展阅读
- 維基物種上的相關：珠节景天